# Isoetes lineolata
Isoetes lineolata là một loài dương xỉ trong họ Isoetaceae. Loài này được Dur. ex Motel. & Vendr. mô tả khoa học đầu tiên năm 1883.
Danh pháp khoa học của loài này chưa được làm sáng tỏ. 